# Sortavala
Sortavala (en russe : Сортавала ; en finnois : Sortavala ; en suédois : Sordavala ; en carélien : Sordavala), appelée jusqu'en 1919 Serdopol, est une ville de la république de Carélie, en Russie, et le centre administratif du raïon de Sortavala.

## Géographie
Sortavala est située sur la rive septentrionale du lac Ladoga, à 191 km à l'est de Petrozavodsk et à 31 km de la frontière finlandaise.
La ville s'étend sur la rive du lac Ladoga et de la route , dans la direction sud-ouest - nord-est, et elle est entourée de plusieurs lacs plus petits.
La rive du lac Ladoga elle-même constitue la frontière sud-est du développement urbain.
Au sud-ouest, Sortavala est limitée par les lacs Airanne (ru) et Karmalanjärvi (ru), l'étang Tukhkalampi est dans les limites de la ville.
La ville est protégée du lac Ladoga par la grande île de Riekkalansari, séparée de la côte continentale par les détroits d'Uittosalmi et de Vorssunsalmi, qui sont des voies fluviales de Sortavala par le nord-est.
L'île compte plusieurs villages qui appartiennent à l'agglomération urbaine de Sortavala et sont reliés à Sortavala par un pont flottant. Du côté sud, la voie navigable d'accès à la ville est le détroit de Markatsimansalmi.
La partie historique de la ville est divisée par la baie Vakkolahti, la majeure partie étant sur sa rive nord-est.
De nouvelles zones de bâtiments à plusieurs étages se trouvent au nord-est du centre, des zones de maisons individuelles se trouvent au sud-ouest. Au nord des nouvelles zones, de l'autre côté du pont sur la baie du lac Karmalanjärvi, se trouve le village d'Heljulja. Au sud, la ville borde le village de Humpela, qui fait partie de l'agglomération urbaine de Sortavala. La rue centrale de la ville est Karelskaya, partant au sud de la roure  prolongée par la route  au nord,.

### Climat
| Mois                              | jan.  | fév.  | mars | avril | mai  | juin | jui. | août | sep. | oct. | nov. | déc. | année |
| --------------------------------- | ----- | ----- | ---- | ----- | ---- | ---- | ---- | ---- | ---- | ---- | ---- | ---- | ----- |
| Température minimale moyenne (°C) | −11,5 | −11,6 | −7,4 | −1,7  | 3,7  | 9    | 12,5 | 10,9 | 6,5  | 2    | −3,3 | −8,1 | 0,1   |
| Température moyenne (°C)          | −8,4  | −8,1  | −3,4 | 2,6   | 9    | 13,9 | 17,2 | 15,3 | 10,2 | 4,6  | −1,1 | −5,3 | 3,9   |
| Température maximale moyenne (°C) | −5,3  | −4,6  | 0,6  | 7     | 14,2 | 18,8 | 21,9 | 19,6 | 13,9 | 7,2  | 1,1  | −2,4 | 7,7   |
| Précipitations (mm)               | 47,2  | 35,9  | 34,6 | 31,7  | 42,9 | 61,8 | 58   | 84,8 | 63,5 | 68,9 | 65,9 | 62,4 | 657,6 |

### Granite
Le granite de Serdopol, exploité dans les environs et au nord du lac Ladoga, était célèbre à l'époque de la Russie impériale. Il servit notamment à sculpter les atlantes du Nouvel Ermitage de Saint-Pétersbourg, au milieu du XIXe siècle.

## Population
Recensements (*) ou estimations de la population :
| 1815 | 1850 | 1870 | 1890  | 1910  | 1920  | 1930  |
| ---- | ---- | ---- | ----- | ----- | ----- | ----- |
| 172  | 665  | 631  | 1 336 | 3 085 | 3 877 | 4 732 |

| 1939* | 1959*  | 1970*  | 1979*  | 1989*  | 2002*  | 2010*  |
| ----- | ------ | ------ | ------ | ------ | ------ | ------ |
| 4 710 | 17 611 | 22 188 | 21 618 | 22 579 | 21 131 | 19 235 |

| 2013   | 2014   | 2015   | 2016   | 2017   | 2018   | 2019   |
| ------ | ------ | ------ | ------ | ------ | ------ | ------ |
| 19 034 | 18 857 | 18 830 | 18 746 | 18 762 | 18 801 | 18 847 |

| 2020   | 2021   | 2023   | - | - | - | - |
| ------ | ------ | ------ | - | - | - | - |
| 18 831 | 18 704 | 14 787 | - | - | - | - |

## Histoire
Sortavala apparaît pour la première fois dans des documents suédois en 1468 mais en 1500, des documents russes la nomment pour la première fois « Serdovol » ou « Serdobol ». Une controverse existe quant à l'antériorité de ces noms. Dès 1582 des documents attestent des habitations. Sortvala devient suédoise à la suite du traité de Stolbovo, signé le 27 février 1617, et par lequel le tsar russe cède à la Suède la province d'Ingrie et la province de Kexholm. L'année 1632 est retenue comme l'année de la fondation officielle de la ville de Sortavala.
Pendant la Grande guerre du Nord, entre 1700 et 1721, la ville est presque complètement détruite. Elle est ensuite cédée à la Russie par le traité de Nystad (1721). Elle est renommée Serdobol. Elle est incorporée en 1811 avec l'Ancienne Finlande au grand-duché de Finlande, attaché par une union personnelle à l'empereur de Russie.
Entre 1917 et 1944 elle appartient à la Finlande indépendante. Elle subit beaucoup de destructions par les bombardements soviétiques pendant la Guerre d'Hiver. En 1944, après la Guerre de Continuation, elle est annexée par l'Union soviétique et la plupart des habitants finnois quittent la ville, qui est ensuite repeuplée par des Russes.

## Transports

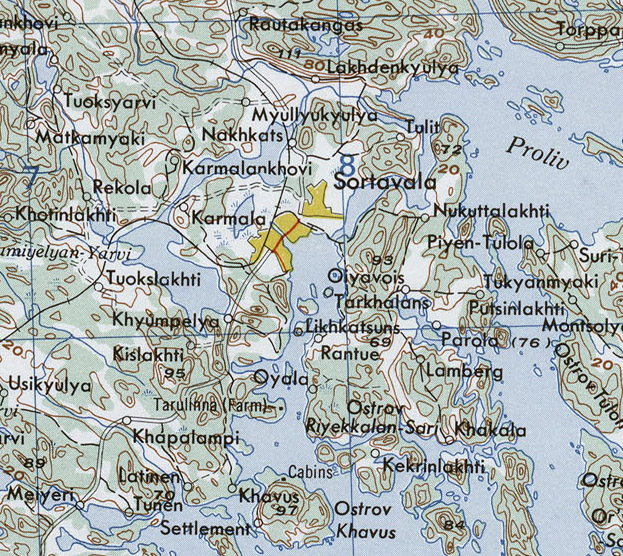
Carte des environs de Sortavala (1954).

Sortavala possède une gare ferroviaire sur la ligne de Saint-Pétersbourg à Kostomoukcha : deux trains par semaine dans chaque sens, de fin juin à début décembre.
Sortvala est desservi par la route fédérale  dite autoroute de Sortvala reliant Saint-Pétersbourg à la route fédérale .

## Architecture
Le centre-ville est principalement bâti d'immeubles en pierre de 3 à 4 étages construits au début du XXe siècle avant les années 1930. En règle générale, ce sont des bâtiments dans le style du modernisme nordique (romantisme national), du néoclassicisme, les plus récents du fonctionnalisme, leurs auteurs sont les célèbres architectes finlandais Uno Werner Ulberg, Gottlieb Eliel Saarinen, Johan Jacob Ahrenberg, entre-autres.
un grand nombre de bâtiments en bois du milieu du XIXe siècle ont été conservés, ils sont généralement de style Empire. Les bâtiments les plus remarquables sont:
- Ancienne mairie de Sortavala, (Frans Anatolius Sjöström, 1885)
- Bâtiment de la Banque de Finlande (architecte Uno Ulberg, 1915)
- Bâtiment de la Pohjoismaiden Yhdyspankki (Gesellius-Lindgren-Saarinen, 1905)
- Bâtiment du lycée (Johan Jacob Ahrenberg, 1901)
- Bâtiment du gymnase (Johan Jacob Ahrenberg, 1911)
- Maison Gustaf Johannes Winter (Eliel Saarinen)
- Bâtiment de l'administration de l'Église orthodoxe de Finlande
- Église Saint-Jean l'Évangéliste (architecte Juhani Viiste, 1935)
- Maison Siitonen (architecte Ustin).
- Dépendance de la Maison Communautaire Évangélique

## Sites touristiques
- Cathédrale orthodoxe, 1873.
- Maison de la culture, 1909.
- Monastère de Valaam.
- Atelier Gogol.
- Mairie de Sortavala

## Personnalités
- Nicholas Roerich (1874–1947), peintre, écrivain, archéologue russe
- Väinö Raitio (1891–1945), compositeur finlandais
- Yrjö Kokko (1903–1977), écrivain finlandais
- Eila Hiltunen (1922–2003), sculpteur finlandais
- Heino Pulli (1938–2015), hockeyeur finlandais
- Olli Puhakka (1916-1989), pilote de chasse finlandais
- Lasse Pöysti (1927-2019), acteur, metteur en scène, directeur de théâtre et scénariste

## Jumelages
- Joensuu, Finlande
- Kitee, Finlande
- Bogen, Allemagne
- Serdobsk, Russie

## Galerie

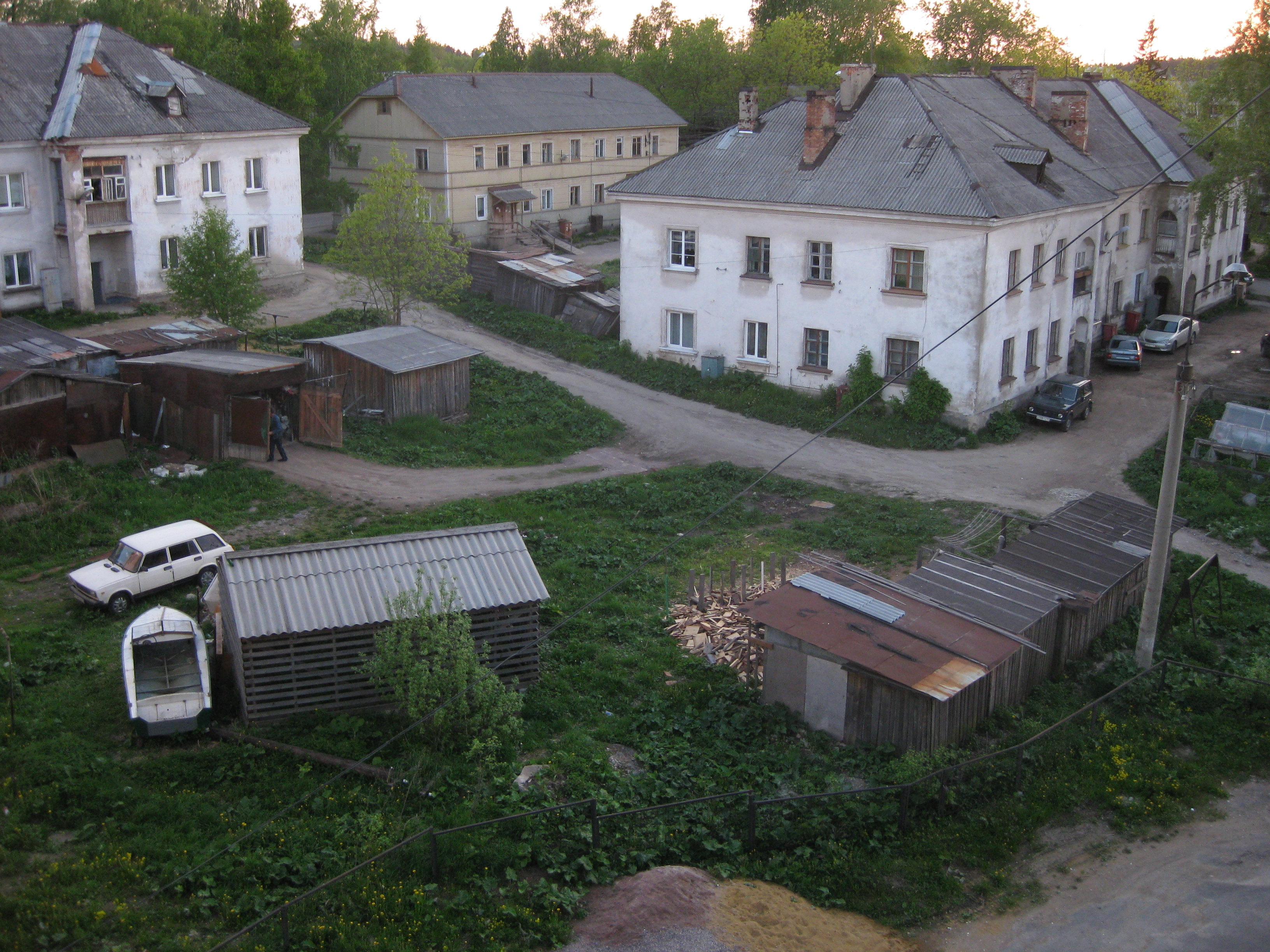
Vue de l'hôtel Sortavala, en 2008.
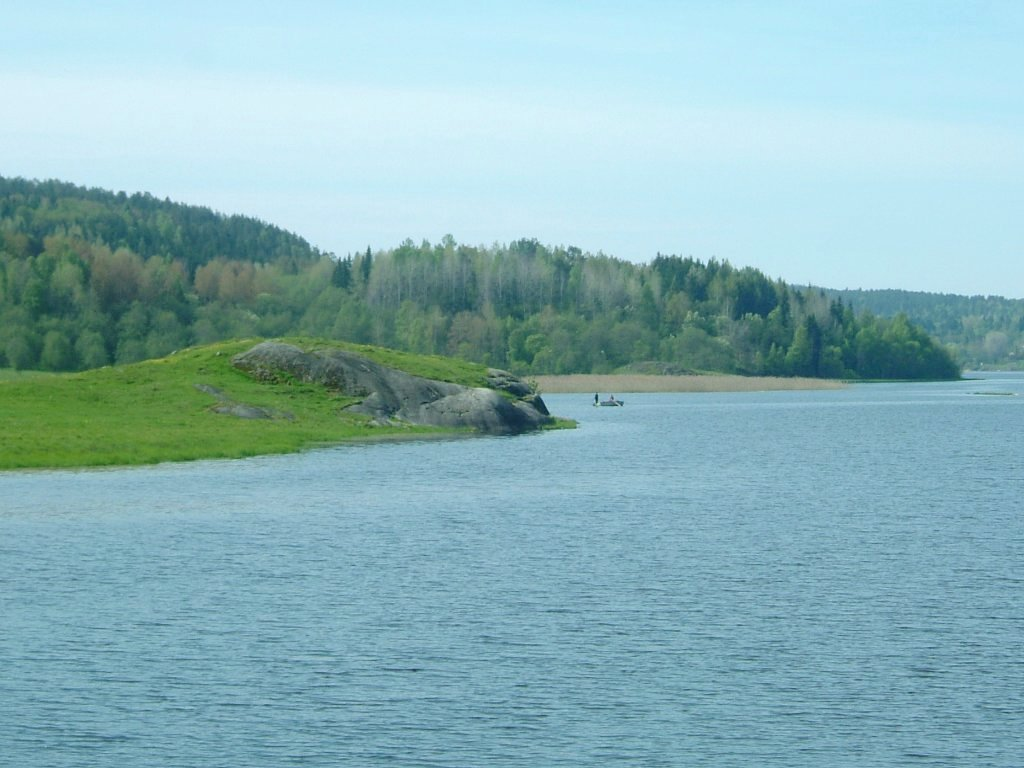
Le lac Ladoga à Sortavala.
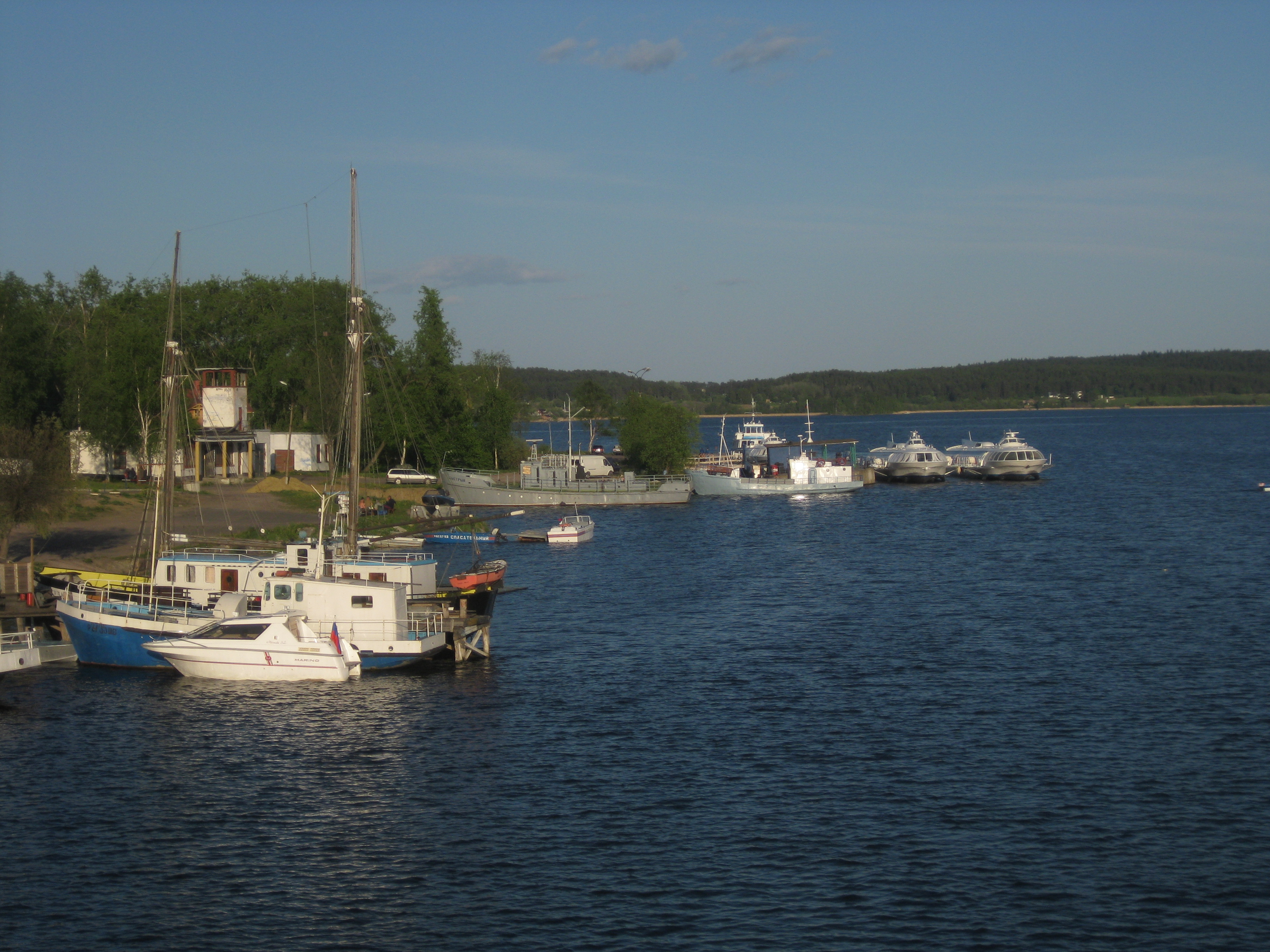
Le port de Sortavala.
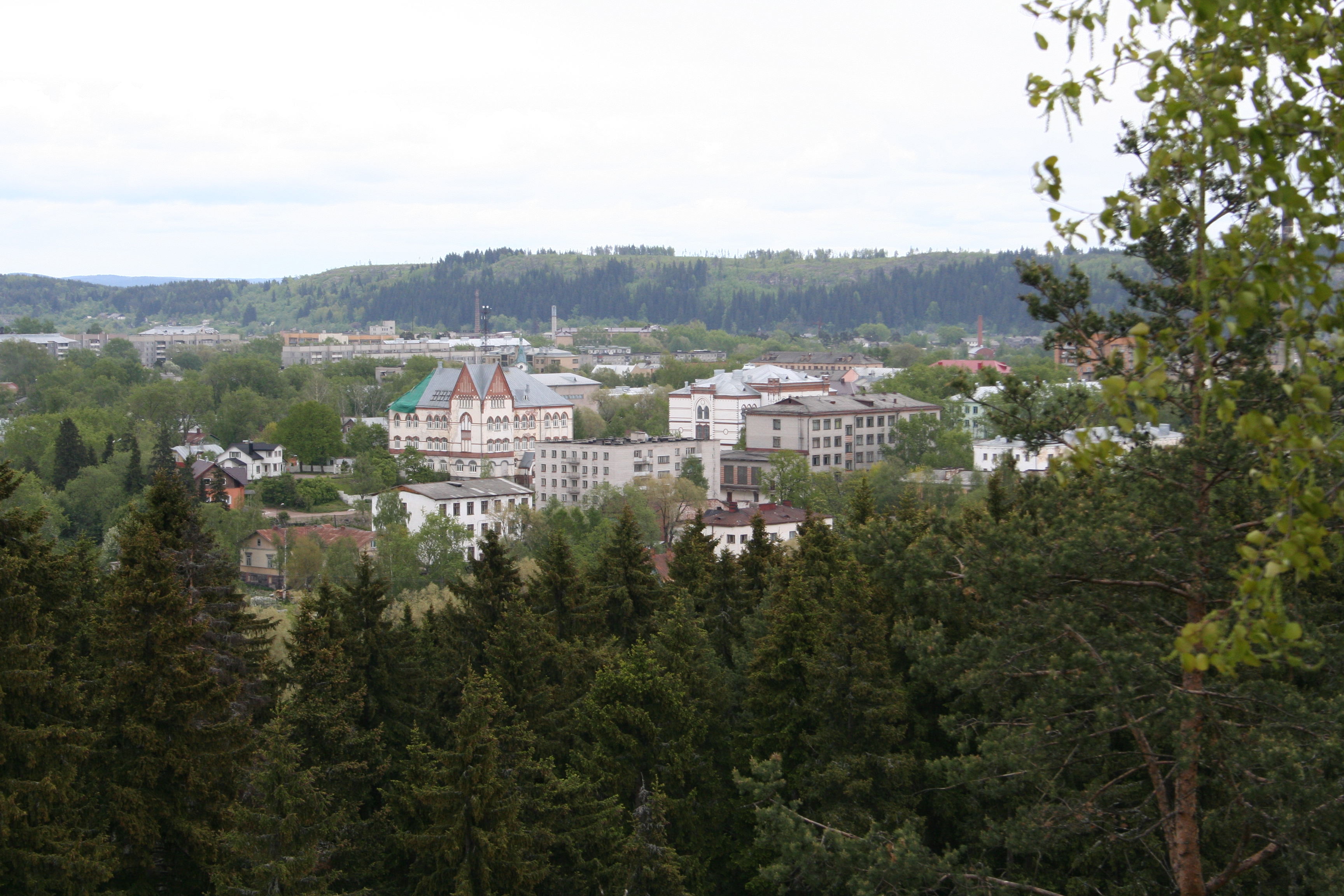
Vue sur Sortavala de la colline Kuhavuori.
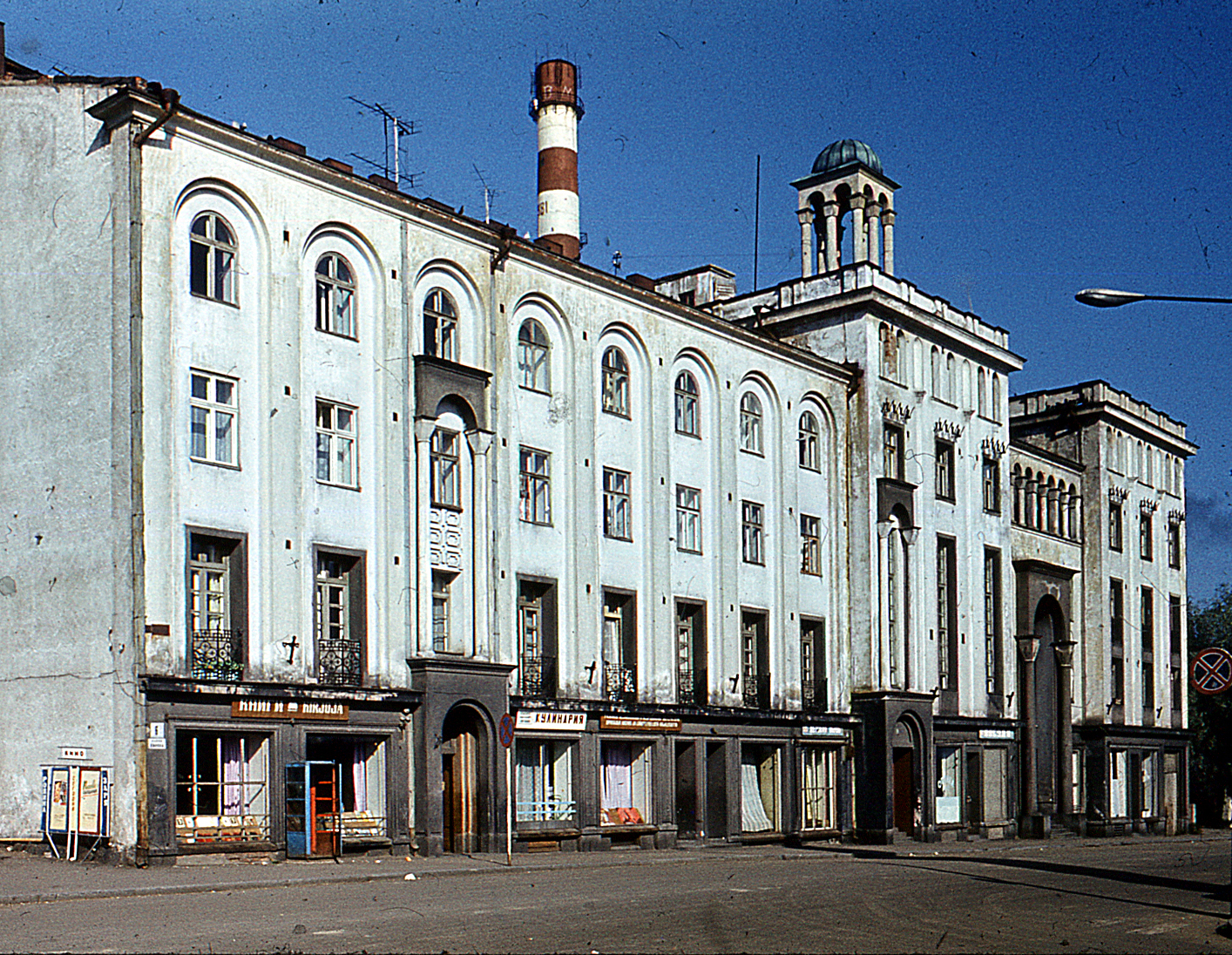
Immeuble à Sortavala, en 1983.
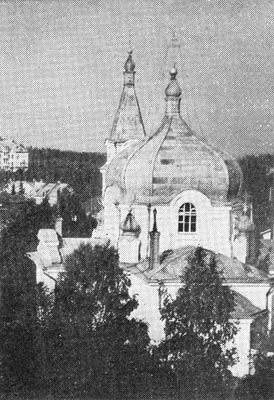
La cathédrale orthodoxe en 1930.
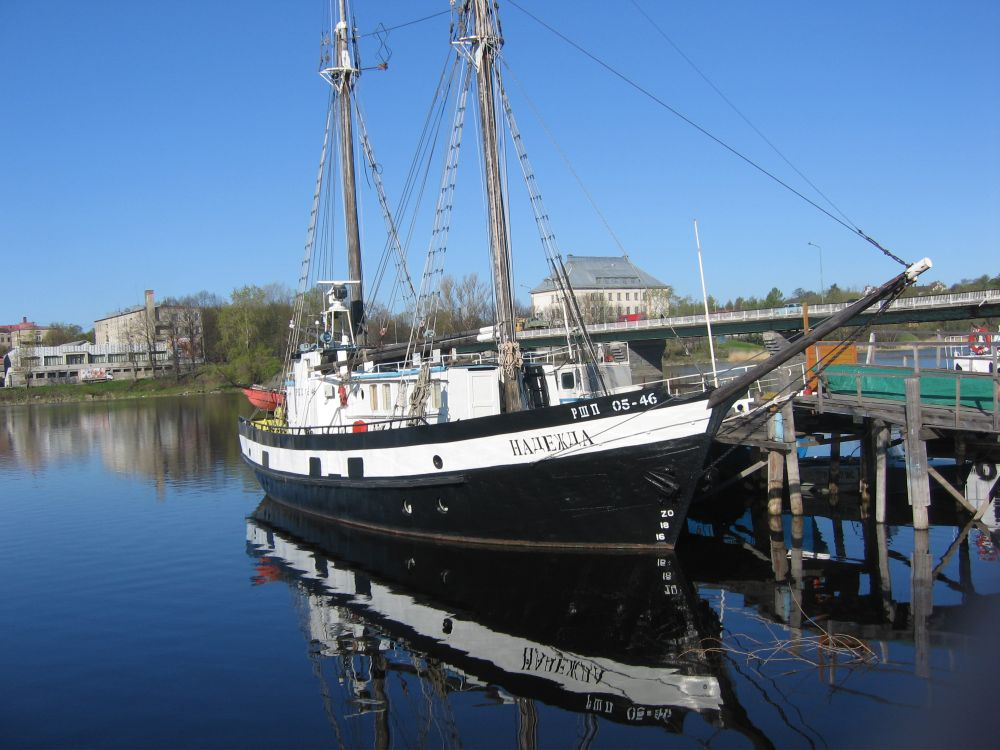
Port de Sortavala du pont de Vakkosalmi.
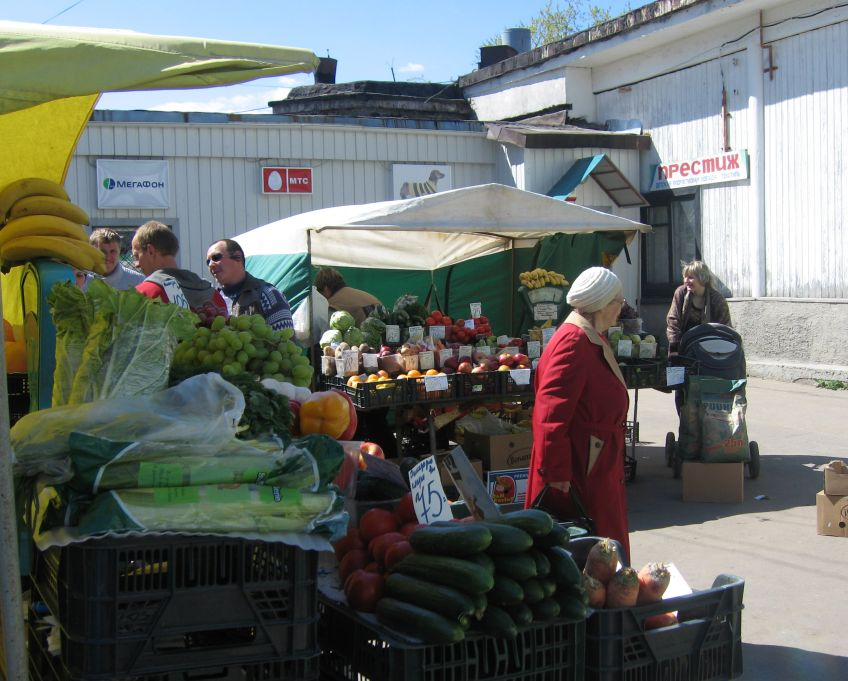
Le marché de Sortavala.
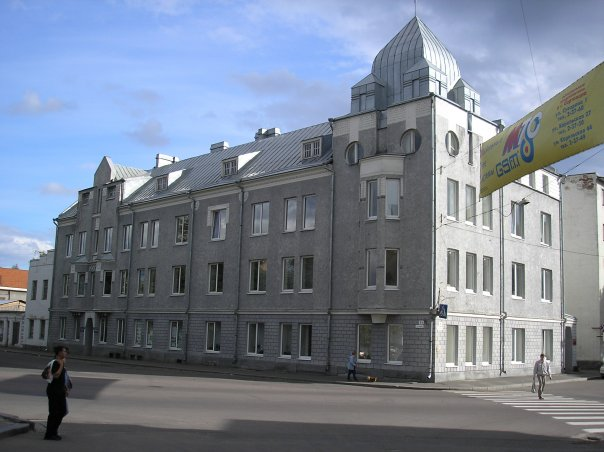
Bâtiment de Paavo Uotila.
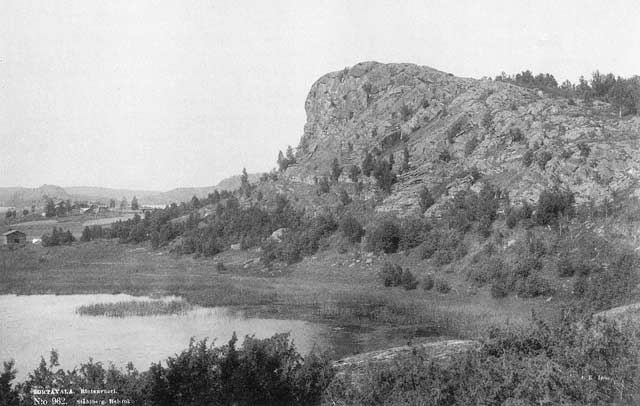
Riekkalansaari, Riutanvuori, Sortavala, en 1895.
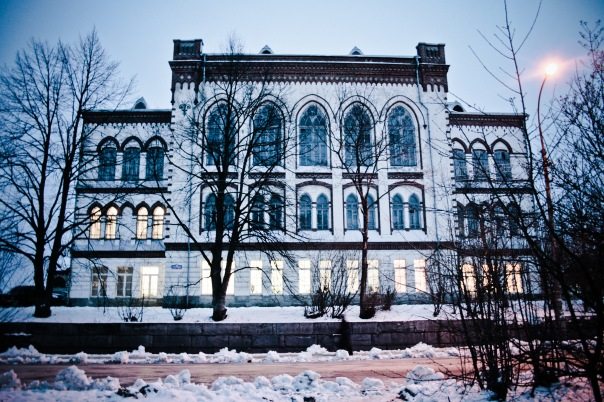
Ancien gymnasium féminin, Johan Jacob Ahrenberg.
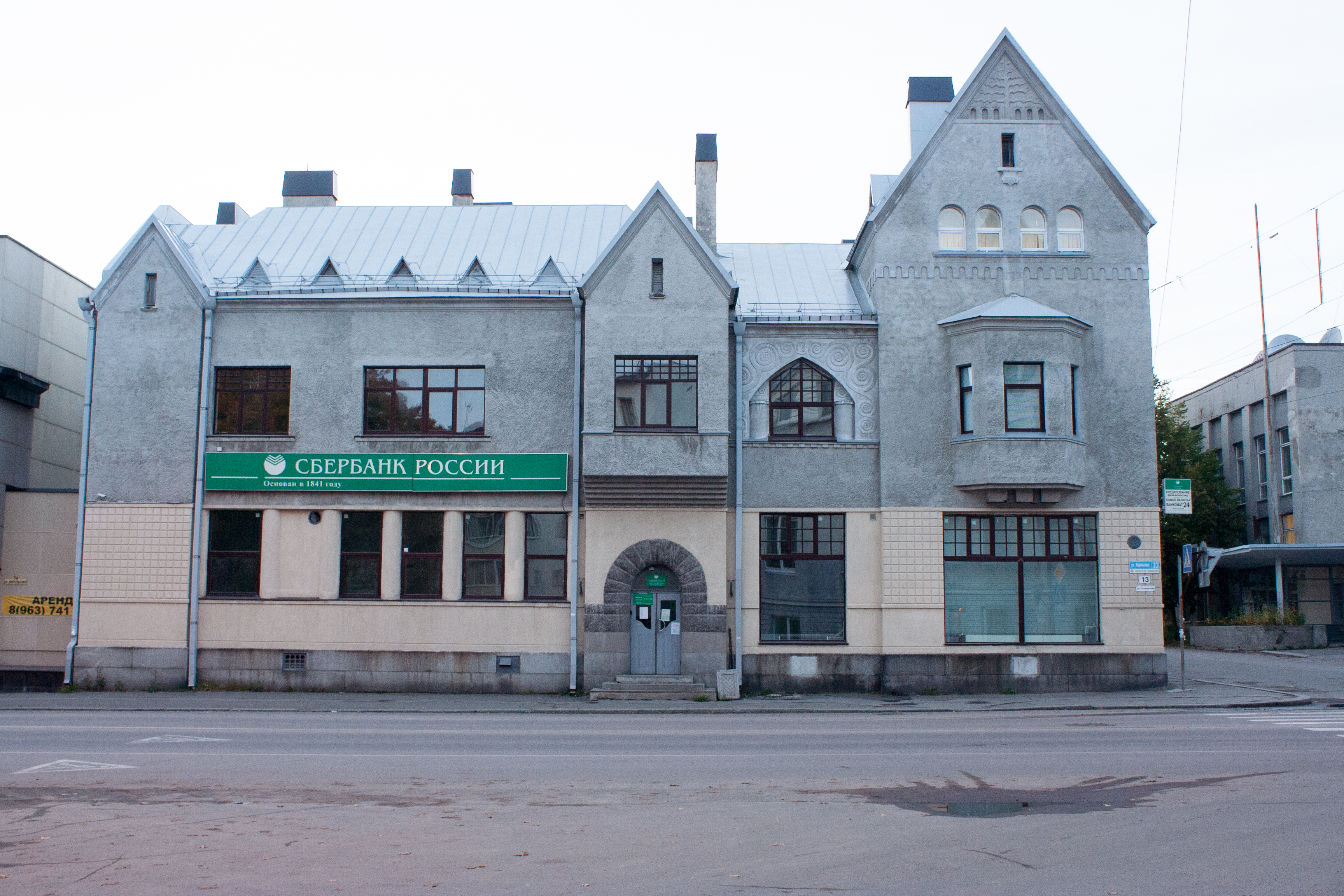
Maison de Leander, Eliel Saarinen.